# ویتگنشتاین (فیلم)
ویتگنشتاین (انگلیسی: Wittgenstein) فیلمی در ژانر زندگینامه‌ای به کارگردانی درک جارمن با نگاهی به زندگی و فلسفهٔ فیلسوف معروف اتریشی، لودویگ ویتگنشتاین است که در سال ۱۹۹۳ منتشر شد. از بازیگران آن می‌توان به مایکل گاف و تیلدا سوئینتن اشاره کرد.